# Andorra a 2020. évi téli ifjúsági olimpiai játékokon
Andorra a Lausanneban megrendezett 2020. évi téli ifjúsági olimpiai játékok egyik részt vevő nemzete volt.

## Alpesisí

### Fiú
| Versenyző | Versenyszám            | 1. futam | 1. futam | 2. futam | 2. futam | Összesen | Összesen |
| Versenyző | Versenyszám            | Idő      | Hely.    | Idő      | Hely.    | Idő      | Hely.    |
| --------- | ---------------------- | -------- | -------- | -------- | -------- | -------- | -------- |
| Ty Acosta | Műlesiklás             | 40,16    | 29.      | 41,55    | 19.      | 1:21,71  | 21.      |
| Ty Acosta | Óriás-műlesiklás       | 1:06,14  | 22.      | 1:06,77  | 23.      | 2:12,91  | 22.      |
| Ty Acosta | Szuperóriás-műlesiklás |          |          |          |          | 57,90    | 37.      |
| Ty Acosta | Összetett              | 57,90    | 37.      | 36,79    | 28.      | 1:34,69  | 27.      |

### Lány
| Versenyző         | Versenyszám            | 1. futam | 1. futam | 2. futam | 2. futam | Összesen | Összesen |
| Versenyző         | Versenyszám            | Idő      | Hely.    | Idő      | Hely.    | Idő      | Hely.    |
| ----------------- | ---------------------- | -------- | -------- | -------- | -------- | -------- | -------- |
| Carla Mijares Ruf | Műlesiklás             | 45,91    | 6.       | 44,90    | 7.       | 1:30,81  | 6.       |
| Carla Mijares Ruf | Óriás-műlesiklás       | 1:07,17  | 19.      | 1:07,98  | 22.      | 2:15,15  | 22.      |
| Carla Mijares Ruf | Szuperóriás-műlesiklás |          |          |          |          | 59,12    | 29.*     |
| Carla Mijares Ruf | Összetett              | 59,12    | 29.      | Kizárták | Kizárták | Kiesett  | Kiesett  |

* - egy másik versenyzővel azonos eredményt ért el

## Túrasízés

### Fiú
| Versenyző          | Versenyszám      | Idő      | Hely.    |
| ------------------ | ---------------- | -------- | -------- |
| Oriol Olm Rouppert | Egyéni túrasízés | Kizárták | Kizárták |

### Sprint
| Versenyző          | Versenyszám | Selejtező | Selejtező | Negyeddöntő | Negyeddöntő | Elődöntő | Elődöntő | Döntő   | Döntő   | Összesen | Összesen |
| Versenyző          | Versenyszám | Idő       | Hely.     | Idő         | Hely.       | Idő      | Hely.    | Idő     | Hely.   | Idő      | Hely.    |
| ------------------ | ----------- | --------- | --------- | ----------- | ----------- | -------- | -------- | ------- | ------- | -------- | -------- |
| Oriol Olm Rouppert | Fiú sprint  | 2:44,53   | 1.        | 2:42,80     | 1.          | 2:45,46  | 5.       | Kiesett | Kiesett | 2:45,46  | 9.       |

### Vegyes nemzetek
| Versenyző | Versenyszám      | Idő   | Hely. |
| --- | ---------------- | ----- | ----- |
| World 2-csapat Jü Csing-hszüan (Yu Jingxuan) (CHN) Liang Csi-fan (Liang Qifan) (CHN) Oriol Olm Rouppert (AND) Szolang Csü-csen (Suolang Quzhen) (CHN) | Vegyes túrasízés | 39:20 | 7.    |